# Horst Bosetzky

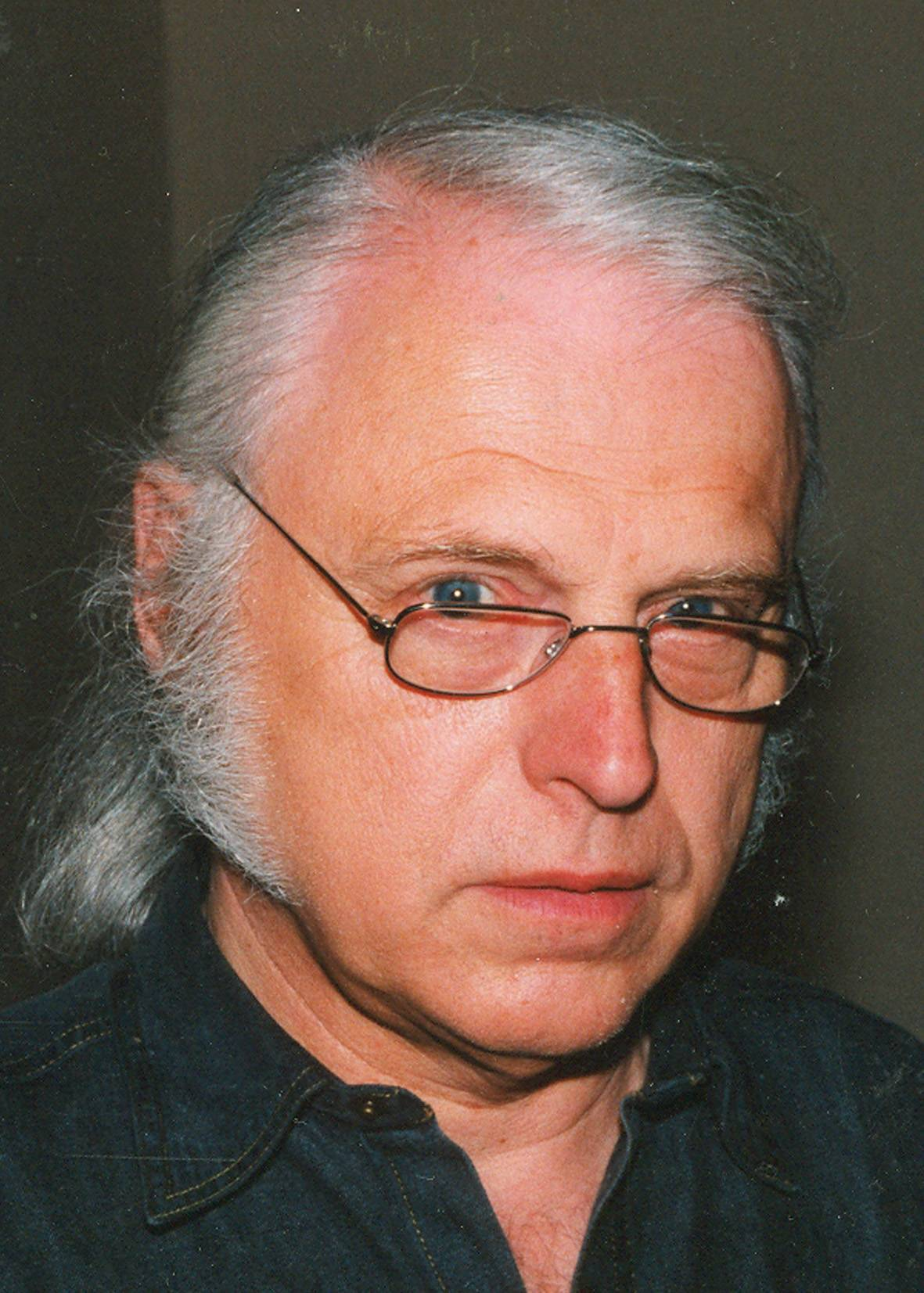
Horst Bosetzky (2011)

Horst Otto Oskar Bosetzky (* 1. Februar 1938 in Berlin; † 16. September 2018 ebenda) war ein deutscher Soziologe und Schriftsteller. Er wurde einer breiteren Öffentlichkeit vor allem durch seine Kriminalromane bekannt. Horst Bosetzky veröffentlichte auch unter dem Pseudonym -ky.

## Ausbildung, Werdegang als Soziologe

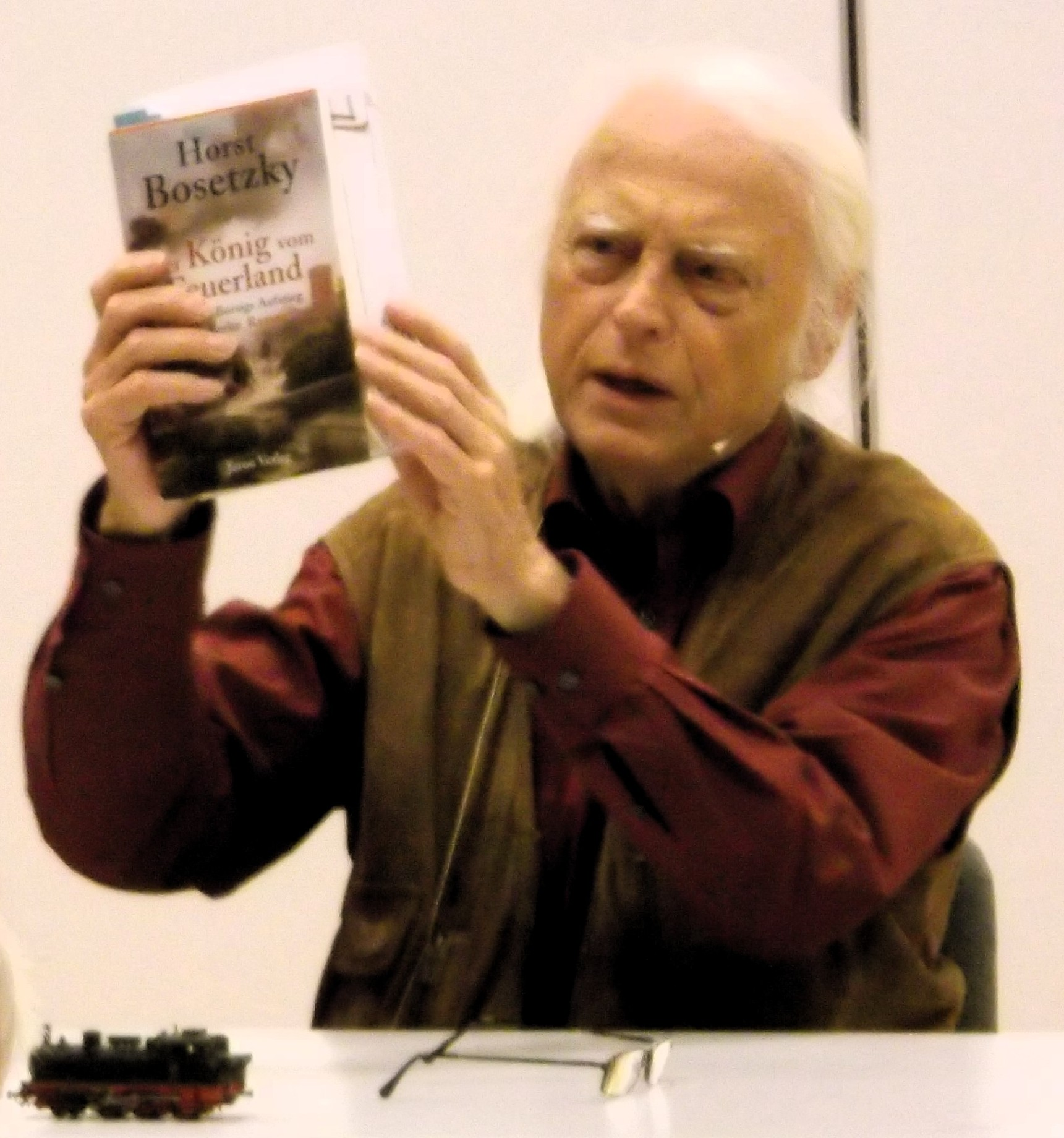
Horst Bosetzky: Lesung zum Buch König vom Feuerland in Zeuthen (2016)

Horst Bosetzky kam in einer „Klinik am grünen Strand der Spree“ in der Lindenstraße im Berliner Bezirk Köpenick auf die Welt. Er wuchs im West-Berliner Bezirk Neukölln auf, wo er zwischen 1946 und 1951 die 31. Volksschule besuchte, die heutige Rütli-Schule. Nach abgeschlossener Lehre zum Industriekaufmann bei Siemens studierte er zwischen 1963 und 1968 Volks- und Betriebswirtschaft, Soziologie und Psychologie an der Freien Universität Berlin. Zur Finanzierung seines Studiums schrieb er einige Kriminalgeschichten für Heftserien. 1964 trat er der SPD bei. 1969 wurde er in Soziologie promoviert (Thema: Grundzüge einer Soziologie der Industrieverwaltung – Möglichkeiten und Grenzen der Betrachtung des industriellen Großbetriebes als bürokratische Organisation), war Assistent von Renate Mayntz und forschte zur Soziologie von Verwaltung und Organisation.
Von 1973 bis 2000 war Bosetzky Professor für Soziologie an der Fachhochschule für Verwaltung und Rechtspflege der Stadt Berlin. Er gilt in der Organisationstheorie als ein Hauptvertreter des Ansatzes der Mikropolitik. Dieser Ansatz betont besonders die Rolle von Macht in der Organisation. Er prägte die Organisationsforschung besonders durch die Zusammenfassung mikropolitischer Prozesse in der Organisation in prägnanten Begriffen wie die kameradschaftliche Bürokratie, das Don-Corleone-Prinzip oder den Prinz-von-Homburg-Effekt.

## Literarisches Schaffen
Bosetzkys literarische Schwerpunkte waren Kriminalromane sowie historische Romane mit Bezügen zu seiner Heimatstadt Berlin und der eigenen Biographie. Er nutzte zuweilen die fiktive norddeutsche Kleinstadt Bramme als kleinbürgerlich-dominantes Reihenhausmilieu, in dem er einige seiner Protagonisten des Öfteren auftreten ließ. Bosetzky erklärte dazu: „Ich wollte Karriere machen bei Hans Koschnick im Stab und deshalb die Stadt nicht belasten. Deshalb habe ich den Ort Bramme erfunden, der die soziale Wirklichkeit von Bremen hat.“ Es folgten, parallel zu seiner Fachhochschullaufbahn, viele weitere literarische Werke.
Im Jahr 1971 legte Bosetzky seinen ersten Kriminalroman vor. Bereits dort nutzte er, wie für die nachfolgenden, aus Rücksicht auf seine berufliche Position an einer Hochschule, das Pseudonym „‑ky“. Unter diesem ließ er in einer großen Anzahl seiner Krimis Oberkommissar Mannhardt die Rolle des Ermittlers einnehmen. Wenn auch unter Pseudonym, so doch den Soziologen nicht verleugnend, sind gerade seine ersten Kriminalromane dem Zeitgeist der 1970er-Jahre verpflichtet und formulieren im linken Jargon Gesellschaftskritik. Horst Bosetzky wurde damit neben Hansjörg Martin, Richard Hey und Michael Molsner stilbildend für die so genannten Sozio-Krimis, die sich in jener Dekade als neue deutsche Krimis von anderer Kriminalliteratur abzuheben und neben der reinen Unterhaltung auch die besonderen sozialen Hintergründe der handelnden Personen sowie allgemeine Aspekte der gesamtgesellschaftlichen Situation und deren Auswirkungen zu beleuchten suchten.
Verfilmt wurden seine Kriminalromane Einer von uns beiden (1972, Regie: Wolfgang Petersen u. a. mit den Schauspielern Jürgen Prochnow und Klaus Schwarzkopf) und Kein Reihenhaus für Robin Hood (1979), der zudem mit dem Preis für den besten deutschsprachigen Kriminalroman und in Frankreich mit dem Prix Mystère de la critique ausgezeichnet wurde. Dessen Filmpremiere nutzte Bosetzky 1981, um nach jahrelangen Spekulationen das Pseudonym „‑ky“ offenzulegen. 1984 wurde noch Feuer für den großen Drachen (1982) mit Peter Sattmann, Ulrike Luderer und Erdal Merdan für das Fernsehen verfilmt, 1986 außerdem der Kriminalroman Die Klette, den er zusammen mit Co-Autor Peter Heinrich geschrieben hat.
In den 1970er-Jahren verfasste Bosetzky zudem Hörspiele und in den 1980er-Jahren Drehbücher für das Fernsehen, unter anderem für Serien wie Detektivbüro Roth, SOKO 5113 und Ein Fall für zwei, aber auch Fernsehspiele wie Die Klette und Happy End durch drei, ferner Kurzerzählungen für die  Krimi-Jahresbände der Blauen Reihe
des Heyne Verlags.

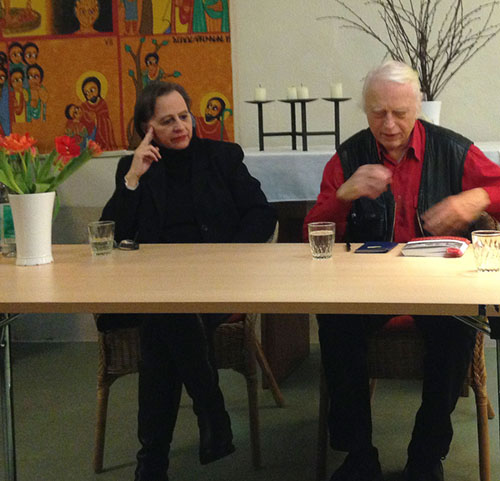
Horst Bosetzky und Rengha Rodewill Buchvorstellung (2015)

Ein weiterer literarischer Schwerpunkt ergab sich aus seiner Verbundenheit mit Berlin. So begann er 1995 mit dem Roman Brennholz für Kartoffelschalen eine mehrbändige Familiensaga, in der sich autobiographische Elemente des Autors mit der allgemeinen Zeitgeschichte verbinden. Zu dem im frühen 20. Jahrhundert beginnenden und bis in die 1980er reichenden, in Berlin spielenden Kettenroman Es geschah in Berlin des Jaron Verlags, mit der Hauptfigur Kriminalkommissar Kappe (später sein Neffe, dann dessen Sohn), trug Bosetzky elf der 35 Bände bei. Seine Berlin(be)kenntnisse finden sich darüber hinaus in Geschichten über die Berliner Straßen-, S- und U-Bahn, sowie dem Nachschlagewerk Das Berlin-Lexikon (zusammen mit Jan Eik).

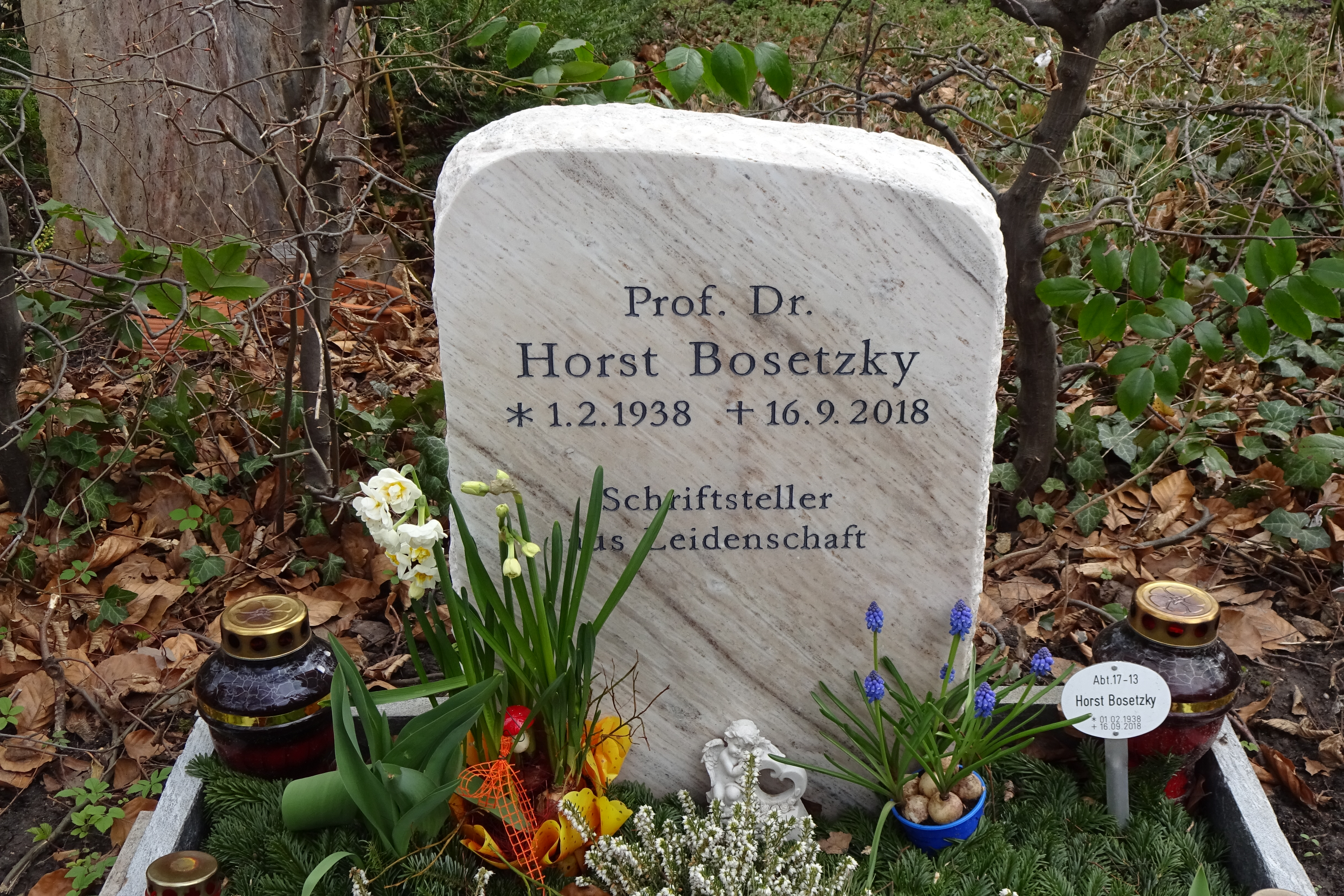
Horst Bosetzkys Grabstein auf dem Friedhof Stubenrauchstraße in Berlin-Friedenau

Bosetzkys Erinnerungen an seine Kindheit im Berlin der Nachkriegsjahre: ‑ky’s Berliner Jugend – Erinnerungen in Wort und Bild, in Zusammenarbeit mit der Fotografin Rengha Rodewill, wurden 2014 veröffentlicht. 2017 erschien ein achtteiliges Video-Interview über seine Erinnerungen an Kindheit und Jugend in der Reihe Berliner Kindheiten, 2018 der 20-minütige Porträtfilm Bosetzky (Regie: Kristof Kannegießer).
Horst Bosetzky wurde am 18. Oktober 2018 auf dem Friedhof Schöneberg III, Berlin Bezirk Tempelhof-Schöneberg beigesetzt. Seine Grabstätte befindet sich auf Feld 17/13.

## Ämter und Funktionen
Von 1991 bis 2001 war Bosetzky Vorsitzender und Sprecher des Syndikats, der Vereinigung deutschsprachiger Krimiautoren. Ebenso gehörte er 2002 zu den Gründungsmitgliedern des bundesweiten Autorenkreises Historischer Roman Quo Vadis, dessen erste Vollversammlung im November 2002 in Kulmbach stattfand. Er war Mitglied im Verband deutscher Schriftstellerinnen und Schriftsteller (VS) und vom Mai 2000 bis Juni 2014 Vorsitzender des Landesverbandes VS Berlin.

## Bibliographie

### Romanhefte
Silber Kriminalroman
(Zauberkreis, Rastatt)
- John Taylor – Der Mörder stirbt im Hafen. Silber Krimi 498, 1963, DNB 1325455636.
- John Taylor – Der letzte Zeuge stirbt nicht. Silber Krimi 570, 1964, DNB 364697245.
- John Taylor – Der Mörder mit dem echten Alibi. Silber Krimi 599, 1964, DNB 1325456136.

Geheimauftrag für John Drake
(Wolfgang Marken, Köln)
- Zwei Whisky mit Gift. John Drake 70. 1964, DNB 365906859.
- Die Nacht der roten Tiger, John Drake 77, 1964, DNB 365906921.
- Mörder in der Geisterbahn. John Drake 91, 1965, DNB 365907154.
- Wer singt muß sterben. John Drake 106, 1965, DNB 365907200.
- Der Bleistift mit der Todesschrift. John Drake 116, 1965, DNB 1189805715.
- Der Satan zahlt mit Diamanten. John Drake 147, 1966, DNB 365907545.
- Zwanzigtausend sollen sterben. John Drake 165, 1966, DNB 365907677.
- Überstunden für den Henker. John Drake 179, 1966, DNB 36590788X.
- Der Mordboss läßt die Erde beben. John Drake 201, 1967, DNB 365908134
- Der Mann, der Mörder machte. John Drake Nr 218, 1967, DNB 457103523.
- Der Tod fliegt schneller als der Schall. John Drake 237, 1968, DNB 457103744.
- Party in der Folterkammer. John Drake 277, 1968, DNB 365908290.

### Einzelromane
- Aus der Traum. Heyne, München, 1983, ISBN 3-453-01742-0.
- Die sieben Häupter. (Gemeinschaftsroman von 12 Autoren). Aufbau Verlag (Aufbau Taschenbuch 2077), Berlin 2004, ISBN 978-3-7466-2077-0.
- Das Duell des Herrn Silberstein. (Historischer Roman um den Bau der Berliner Neuen Synagoge). Jaron, Berlin 2005, ISBN 978-3-89773-526-2.
- Die Liebesprüfung. dtv 24512, München 2006, ISBN 978-3-423-24512-8.
- Das Attentat auf die Berliner U-Bahn. (Historischer Roman um Siemens und den Bau der Berliner Hochbahn). Jaron, Berlin 2015, ISBN 978-3-89773-773-0.
- Kempinski erobert Berlin. (Biographischer Roman um den Weinhändler und Gastronomen Berthold Kempinski). Jaron, Berlin 2019, ISBN 978-3-89773-862-1.
- Rumbalotte. Jaron, Berlin 2010, ISBN 978-3-89773-634-4.
- Der König vom Feuerland. August Borsigs Aufstieg in Berlin. (Biographischer Roman um den Gründer der Borsigwerke). Jaron, Berlin 2019, ISBN 978-3-89773-863-8.
- Skandal um Zille. (Historischer Roman um den Grafiker Heinrich Zille). Jaron, Berlin 2013, ISBN 978-3-89773-721-1.
- Turnvater Jahn. (Biographischer Roman um den Turnvater Friedrich Ludwig Jahn). Jaron, Berlin 2014, ISBN 978-3-89773-755-6.

### Geschichte Brandenburgs
- Die unglaublichen Abenteuer des fabelhaften Orlando

1. Im Feindeslager. Anno 1157. Jaron Verlag, Berlin 2011, ISBN 978-3-89773-827-0.
2. Im Kloster. Anno 1190. Jaron, Berlin 2011, ISBN 978-3-89773-828-7.

- Wie Berlin und Brandenburg wurden, was sie sind. – Unglaubliche Geschichten aus dem Mittelalter.

1. Im Lotterbett. Anno 1245. Jaron, Berlin 2011, ISBN 978-3-89773-829-4.
2. Im Operationssaal. Anno 1280. Jaron, Berlin 2012, ISBN 978-3-89773-830-0.
3. Im Unterholz. Anno 1325. Jaron, Berlin 2012, ISBN 978-3-89773-831-7.
4. Im Palast. Anno 1348. Jaron, Berlin 2012, ISBN 978-3-89773-832-4.
5. Im Verlies. Anno 1415. Jaron, Berlin 2013, ISBN 978-3-89773-833-1.
6. Im Wasser der Spree. Anno 1448. Jaron, Berlin 2013, ISBN 978-3-89773-834-8.

- Otto mit dem Pfeil im Kopf. Phantastische Geschichten um die Entstehung von Berlin und Brandenburg. Jaron, Berlin 2015, ISBN 978-3-89773-790-7.
- Der letzte Askanier. (Historischer Roman über den falschen Waldemar, 14. Jh.) Argon, Berlin 1997, ISBN 978-3-87024-358-6.

### Familiensaga
Diese nicht in chronologischer Reihenfolge erschienene Familiensage umspannt den Zeitraum der Jahre 1717 bis 2005.
- Brennholz für Kartoffelschalen. (Zeitraum: 1946–1952) Argon, Berlin 1995, ISBN 978-3-87024-312-8.
- Capri und Kartoffelpuffer. (Zeitraum: 1952–1957) Argon, Berlin 1997, ISBN 978-3-87024-375-3.
- Champagner und Kartoffelchips. (Zeitraum: 1957–1970) Argon, Berlin 1998, ISBN 978-3-87024-452-1.
- Tamsel. (Zeitraum: 1717–1817) Jaron, Berlin 1999, ISBN 978-3-89773-007-6.
  - Taschenbuchtitel: Hoch zu Ross. dtv #20466, München 2001, ISBN 978-3-423-20466-8.
- Quetschkartoffeln und Karriere. (Zeitraum: 1970–1981) Argon, Berlin 2000, ISBN 978-3-87024-482-8.
- Zwischen Kahn und Kohlenkeller. (Zeitraum: 1920–1947) Jaron, Berlin 2001, ISBN 978-3-89773-039-7.
- Zwischen Barrikade und Brotsuppe. (Zeitraum: 1844–1918) Jaron, Berlin 2003, ISBN 978-3-89773-069-4.
- Küsse am Kartoffelfeuer. (Zeitraum: 1981–2000) Argon, Berlin 2004, ISBN 978-3-87024-611-2.
- Die schönsten Jahre zwischen Wedding und Neukölln. (Zeitraum: 1952–2003, die Geschichte der Gerda Neutig) Jaron, Berlin 2006, ISBN 978-3-89773-548-4.
- Bratkartoffeln oder Die Wege des Herrn. (Zeitraum: 2003–2005) Jaron, Berlin 2008, ISBN 978-3-89773-571-2.
- Aber schön war es doch … (Zeitraum: 1934–2005, die Geschichte der Inge Bugsin) Jaron, Berlin 2009, ISBN 978-3-89773-621-4.
- Kartoffelsuppe oder Das Karussell des Lebens. (Zeitraum: 2005–2009, letzter Teil der Familiensaga) Jaron, Berlin 2012, ISBN 978-3-89773-702-0.

### Kriminalromane
Kriminalkommissar Hans-Jürgen Mannhardt (als ‑ky)
- Zu einem Mord gehören zwei. Rowohlt (rororo-Thriller 2221), Reinbek 1971, ISBN 978-3-499-42221-8.
- Ein Toter führt Regie. (2005: verfilmt), Rowohlt (rororo-Thriller 2312), Reinbek 1974, ISBN 978-3-499-42312-3.
- Einer will’s gewesen sein. Rowohlt (rororo-Thriller 2441), Reinbek 1978, ISBN 978-3-499-42441-0.
- Feuer für den großen Drachen. (1984: verfilmt), Rowohlt (rororo-Thriller 2672), Reinbek 1982, ISBN 978-3-498-03433-7.
- Friedrich der Große rettet Oberkommissar Mannhardt. Rowohlt (rororo-Thriller 2725), Reinbek 1985, ISBN 978-3-499-42725-1.
- Da hilft nur noch beten. Rowohlt (rororo-Thriller 2883), Reinbek 1988, ISBN 978-3-499-42883-8.
- Nieswand kennt Tag und Stunde. (Crossover zu Bramme und Catzoa) Rowohlt (rororo-Thriller 2979), Reinbek 1990, ISBN 978-3-499-42979-8.
- Ich wollte, es wäre Nacht. Rowohlt (rororo-Thriller 2051), Reinbek 1991, ISBN 978-3-499-42951-4.
- Ein Deal zuviel. Rowohlt (rororo-Thriller 3065), Reinbek 1992, ISBN 978-3-499-43065-7.
- Blut will der Dämon. Rowohlt (rororo-Thriller 3091), Reinbek 1993, ISBN 978-3-499-43091-6.
- Mit dem Tod auf du und du. Das Neue Berlin (DIE 157), Berlin 1993, ISBN 978-3-359-00684-8.
- Fendt hört mit. Schwarzkopf & Schwarzkopf (Berlin-Crime 11), Berlin 1994, ISBN 978-3-929139-21-1.
- Der Satansbraten. Weitbrecht, Stuttgart 1994, ISBN 978-3-522-71480-8.
- Unfassbar für uns alle. Rowohlt (rororo-Thriller 3174), Reinbek 1995, ISBN 978-3-499-43174-6.
- Ein Mann fürs Grobe. Rowohlt (rororo-Thriller 43246), Reinbek 1996, ISBN 978-3-499-43246-0.
- Einer muss es tun. Rowohlt (rororo-Thriller 43312), Reinbek 1998, ISBN 978-3-499-43312-2.
- Alle meine Mörder. Rowohlt (rororo 22866), Reinbek 2001, ISBN 978-3-499-22866-7.
- Das Double des Bankiers. Rowohlt (rororo 23179), Reinbek 2002, ISBN 978-3-499-23179-7.
- Mannhardts rätselhafte Fälle. (Kurzkrimis). Jaron, Berlin 2005, ISBN 978-3-89773-528-6.
- Nichts ist verjährt. Jaron (Berliner Mauerkrimi), Berlin 2008, ISBN 978-3-89773-589-7.
- Unterm Kirschbaum. (Mannhardt und Schneeganß). Gmeiner, Meßkirch 2009, ISBN 978-3-8392-1025-3.
- Am Tag, als Walter Ulbricht starb, (mit Jan Eik; Zeitraum: 1972/73). Jaron, Berlin, 2010, ISBN 978-3-89773-635-1.
- Promijagd. (Mannhardt und Schneeganß). Gmeiner, Meßkirch, 2010, ISBN 978-3-8392-1085-7.
- Witwenverbrennung. (Mannhardt und Schneeganß). Gmeiner, Meßkirch, 2015, ISBN 978-3-8392-1665-1.
- Eingebunkert. (Mannhardt und Schneeganß). Gmeiner, Meßkirch, 2016, ISBN 978-3-8392-4963-5.
- Teufelssee. (Mannhardt und Schneeganß). Gmeiner, Meßkirch, 2017, ISBN 978-3-8392-2022-1.
- Abgerechnet wird zum Schluss. (Mannhardt und Schneeganß). Gmeiner, Meßkirch, 2018, ISBN 978-3-8392-2207-2.
- Selbst ist der Mörder. 2018. (Mannhardt und Schneeganß). Gmeiner, Meßkirch, 2018, ISBN 978-3-8392-2334-5.
- Im Wahn des Herrn. 2019. (Mannhardt und Schneeganß; posthum veröffentlicht). Gmeiner, Meßkirch, 2019, ISBN 978-3-8392-6035-7.

Bramme-Krimis (als ‑ky)
- Stör die feinen Leute nicht. Rowohlt (rororo-Thriller 2292), Reinbek 1973, ISBN 978-3-499-42292-8.
- Es reicht doch, wenn nur einer stirbt. Rowohlt (rororo-Thriller 2344), Reinbek 1975, ISBN 978-3-499-42344-4.
- Kein Reihenhaus für Robin Hood. (1980: verfilmt).  Rowohlt (rororo-Thriller 2575), Reinbek 1979, ISBN 978-3-498-03431-3.
- Die Klette, (mit Peter Heinrich). Rowohlt (rororo-Thriller 2659), Reinbek 1983, ISBN 978-3-499-42659-9.
- Älteres Ehepaar jagt Oberregierungsrat K. Rowohlt (rororo-Thriller 2801), Reinbek 1987, ISBN 978-3-499-42801-2.
- Ich lege Rosen auf mein Grab. 1988. Rowohlt (rororo-Thriller 2841), Reinbek 1988, ISBN 978-3-499-42841-8.
- Nieswand kennt Tag und Stunde. (Crossover zu Mannhardt und Catzoa) Rowohlt (rororo-Thriller 2979), Reinbek 1990, ISBN 978-3-499-42979-8.
- In Bramme geht die Bombe hoch. Leda-Verlag, Leer (Ostfriesland) 2004, ISBN 978-3-934927-45-2.
- In Bramme fließt Dozentenblut. Leda, Leer (Ostfriesland) 2006, ISBN 978-3-934927-75-9.

Kommissar Thomas Catzoa (als ‑ky)
- Catzoa: Stories um einen kriminellen Kriminalbeamten. Rowohlt (rororo-Thriller 2919), Reinbek 1990, ISBN 978-3-499-42919-4.
- Nieswand kennt Tag und Stunde. (Crossover zu Mannhardt und Bramme) Rowohlt (rororo-Thriller 2979), Reinbek 1990, ISBN 978-3-499-42979-8.

Dokumentarische Kriminalromane
- Wie ein Tier – Der S-Bahn-Mörder. (über den Serienmörder Paul Ogorzow), Jaron, Berlin 2013, ISBN 978-3-89773-729-7.
- Der kalte Engel. (über die Krankenschwester und Mörderin Elisabeth Kusian), Jaron, Berlin 2013, ISBN 978-3-89773-730-3.
- Die Bestie vom Schlesischen Bahnhof. (über den Serienmörder Karl Großmann), Jaron, Berlin 2013, ISBN 978-3-89773-731-0.
- Der Teufel von Köpenick. (über den vermeintlichen Massenmörders Bruno Lüdke), Jaron, Berlin 2015, ISBN 978-3-89773-772-3.
- Die Brüder Sass – geliebte Ganoven. (über die Einbrecherbrüder Franz und Erich Sass), Gmeiner, Meßkirch 2017, ISBN 978-3-8392-2102-0.

Es geschah in Berlin (Kommissar Kappe)
- Kappe und die verkohlte Leiche. (Kappe 1, 1910), Jaron, Berlin 2007, ISBN 978-3-89773-554-5.
- Nach Verdun. (Kappe 4, 1916), (mit Jan Eik). Jaron, Berlin 2008, ISBN 978-3-89773-585-9.
- Der Lustmörder. (Kappe 6, 1920), Jaron, Berlin 2008, ISBN 978-3-89773-578-1.
- Bücherwahn. (Kappe 10, 1928), Jaron, Berlin 2010, ISBN 978-3-89773-641-2.
- Mit Feuereifer. (Kappe 14, 1936), Jaron, Berlin 2011, ISBN 978-3-89773-656-6.
- Unterm Fallbeil. (Kappe 18, 1944), Jaron, Berlin 2012, ISBN 978-3-89773-680-1.
- Razzia. (Kappe 20, 1948), Jaron, Berlin 2013, ISBN 978-3-89773-716-7.
- Auge um Auge. (Kappe 23, 1954), Verlag, Berlin 2014, ISBN 978-3-89773-736-5.
- Berliner Filz. (Kappe 27, 1962), Jaron, Berlin 2016, ISBN 978-3-89773-797-6.
- Auf leisen Sohlen. (Kappe 28, 1964), Jaron, Berlin 2017, ISBN 978-3-89773-816-4.
- Rotlicht. (Kappe 30, 1968), (mit Uwe Schimunek). Jaron Verlag, Berlin 2018, ISBN 978-3-89773-854-6.

Es geschah in Preußen (Oberst-Lieutenant Christian Philipp von Gontard)
- Tod im Thiergarten. (von Gontard 2), Jaron, Berlin 2011, ISBN 978-3-95552-033-5.
- Mamsellenmord in der Friedrichstadt. (von Gontard 4), Jaron, Berlin 2012, ISBN 978-3-89773-697-9.
- Aufruhr am Alexanderplatz. (von Gontard 5), Jaron, Berlin 2013, ISBN 978-3-89773-727-3.
- Das Geheimnis vom Oranienburger Thor. (von Gontard 7), Jaron, Berlin 2014, ISBN 978-3-89773-753-2.

Es geschah in Sachsen (Journalist Konrad Katzmann)
- Der schwarze Witwer. (Katzmann 4), Jaron Verlag, Berlin 2012, ISBN 978-3-89773-933-8.

Fokko von Falkenrede
- Der Fall des Dichters. Gmeiner, Meßkirch 2012, ISBN 978-3-8392-1262-2.
- Fahnenflucht. Gmeiner, Meßkirch 2013, ISBN 978-3-8392-1403-9.

Weitere Romane und Sammelbände (bis 2002 als ‑ky)
- Einer von uns beiden.  (1974: verfilmt), Rowohlt (rororo-Thriller 2244), Reinbek 1972, ISBN 978-3-499-42244-7.
- Von Beileidsbesuchen bitten wir abzusehen. Rowohlt (rororo-Thriller 2250), Reinbek 1972, ISBN 978-3-499-42250-8.
- Mitunter mörderisch. (Kriminalstories), Rowohlt (rororo-Thriller 2383), Reinbek 1976, ISBN 978-3-499-42383-3.
- Von Mördern und anderen Menschen. (Kriminalstories), Rowohlt (rororo-Thriller 2466), Reinbek 1978, ISBN 978-3-499-42466-3.
- Mit einem Bein im Knast. (Kriminalstories), Rowohlt (rororo-Thriller 2565), Reinbek 1981, ISBN 978-3-499-42565-3.
- Schau nicht hin, schau nicht her, (mit Steffen Mohr).  (1990: Hörspiel, mit Lieselotte Rau Regie: Ulrike Brinkmann, beim RIAS Berlin). Westdeutsche Ausgabe: Rowohlt (rororo-Thriller 2943), Reinbek 1989, ISBN 978-3-499-42943-9. DDR-Ausgabe: Mitteldeutscher Verlag, Halle (Saale) 1990, ISBN 978-3-354-00629-4. Neuausgabe (als Horst Bosetzky): Jaron (Berliner Mauerkrimi), Berlin 2009, ISBN 978-3-897-73603-0.
- Von oben herab. Edition Weitbrecht, Stuttgart 1992, ISBN 978-3-522-70800-5.
- Spreekiller. Argon, Berlin 2002, ISBN 978-3-87024-547-4.
- Das Wandern ist des Mörders Lust. dtv #20704, München 2004, ISBN 978-3-423-20704-1.
- Berliner Leichenschau, (mit Gunther Geserick). Jaron, Berlin 2013, ISBN 978-3-89773-700-6.

### Berlinerisches und Autobiografisches
- Ich glaub’, mich tritt ein Schimmel. (Geschichten aus dem Amt für Bürgersorgen, als ‑ky), Rowohlt (rororo-Tomate 5687), Reinbek 1986, ISBN 978-3-499-15687-8.
- Dich reitet wohl der Schimmel. (Neue Geschichten aus dem Amt für Bürgersorgen, als ‑ky), Rowohlt (rororo-Tomate 5890), Reinbek 1987, ISBN 978-3-499-15890-2.
- Noch jemand ohne Fahrschein? – Straßenbahn-Erinnerungen. (Mit Alfred B. Gottwaldt). Jaron Verlag, Berlin 1997,  ISBN 978-3-932202-16-2.
- Einsteigen bitte, Türen schließen! – S-Bahn-Erinnerungen. (In Zusammenarbeit mit dem Berliner S-Bahn-Museum). Jaron, Berlin 1997, ISBN 978-3-932202-22-3.
- Das Berlin-Lexikon. Was man wirklich über die Hauptstadt wissen muß: von Allex bis Zimtzicke. (Mit Jan Eik). Jaron, Berlin 1998, ISBN 978-3-932202-57-5.
- Tegel. Zurückbleiben bitte! – U-Bahn Erinnerungen. (Mit Uwe Poppel). Jaron, Berlin 1999, ISBN 978-3-89773-000-7.
- Berliner Bahnen. dtv #20380, München 2000, ISBN 978-3-423-20380-7.
- Lieber Sport als Mord. dtv #20580, München 2002, ISBN 978-3-423-20580-1.
- Haste schon jehört – Berliner Merk- und Denkwürdigkeiten. (Mit Jan Eik). Jaron, Berlin 2005, ISBN 978-3-89773-520-0.
- West-Berlin. Erinnerungen eines Inselkindes. Jaron, Berlin 2006, ISBN 978-3-89773-531-6.
- -ky’s Berliner Jugend – Erinnerungen in Wort und Bild. (Mit Rengha Rodewill). Vergangenheitsverlag, Berlin 2014, ISBN 978-3-86408-173-6.
- Mit Genuss in Taxe, Bahn und Bus. Jaron, Berlin 2016, ISBN 978-3-89773-799-0.
- Streifzüge durch meine Heimat. Von  der Ostsee über Berlin bis zum Spreewald. Jaron, Berlin 2017, ISBN 978-3-89773-822-5.

### Kinder- und Jugendliteratur
- Heißt du wirklich Hasan Schmidt? (Als ‑ky). Rowohlt (rororo rotfuchs 360), Reinbek 1984, ISBN 978-3-499-20360-2.
  - Heißt du wirklich Hasan Schmidt? Ein Musical, 1991.
- Geh doch wieder rüber. (Als ‑ky). Rowohlt (rororo rotfuchs 415), Reinbek 1986, ISBN 978-3-499-20415-9.
- Sonst ist es aus mit dir! (Als ‑ky ). Kinderkrimi. (Illustriert von Horst Rudolph). Patmos, Düsseldorf 1994, ISBN 978-3-491-37288-7.
- Kante Krümel Kracher. Jaron Verlag, Berlin 2004, ISBN 978-3-89773-503-3.

### Herausgeberschaften (Anthologien)
- Berliner Zehn-Minuten-Geschichten. Jaron, Berlin 2003, ISBN 978-3-89773-071-7.
- Berlin wie es lacht und lästert – Neue Berliner Zehn-Minuten-Geschichten. Jaron, Berlin 2005, ISBN 978-3-89773-521-7.
- Herz und Schmerz – Berliner Zehn-Minuten-Geschichten. Jaron, Berlin 2006, ISBN 978-3-89773-546-0.
- Ran an’n Sarg und mitjeweent. Acht-Minuten-Geschichten. Eulenspiegel, Berlin 2010, ISBN 978-3-359-02276-3.
- Die schönsten Berliner Zehn-Minuten-Geschichten. Jaron, Berlin 2011, ISBN 978-3-89773-636-8.
- Die schrägsten Berliner Zehn-Minuten-Geschichten. Jaron, Berlin 2013, ISBN 978-3-89773-726-6.

### Sachliteratur
- Mord und Totschlag bei Fontane. Jaron Verlag, Berlin 1998, ISBN 3-932202-28-7.

### Wissenschaftliche Veröffentlichungen
Fachbücher
- Grundzüge einer Soziologie der Industrieverwaltung. Möglichkeiten und Grenzen der Betrachtung des industriellen Grossbetriebes als bürokratische Organisation. Dissertation, Freie Universität Berlin, Enke, Stuttgart 1970.
- mit Jochen Schulz zur Wiesch, unter Mitarbeit von Jörg Adomeit: Mythos S-Bahn und anderes über die Alternativen zum MIV (Publikationen der Fachhochschule für Verwaltung und Rechtspflege 71, Staat und Gesellschaft). Fachschule für Verwaltung und Rechtspflege, Berlin 1990, ISBN 3-926478-34-9.
- mit Peter Heinrich, Jochen Schulz zur Wiesch: Mensch und Organisation, Aspekte bürokratischer Sozialisation. Eine praxisorientierte Einführung in die Soziologie und Sozialpsychologie der Verwaltung(6. Aufl.) Kohlhammer, Deutscher Gemeindeverlag, Stuttgart, Köln 2002, ISBN 978-3-555-01238-4.

Fachartikel
Mitautor und -herausgeber
- Projektgruppe Organisationswesen und Verwaltungsreform: Organisationssoziologische Untersuchung der bremischen Verwaltung. Senatskanzlei der FHSB, Bremen 1972.
- Soziologie. Eine Einführung für Angehörige des öffentlichen Dienstes. Zus. mit Klaus-Dieter Fischer und Hans-J. Tiefensee. Herford: Maximilian 1975.
- Der „Regionale Sozialdienst“ (RSD) Kreuzberg – Ein Beispiel von Modernität in der Öffentlichen Verwaltung. Zus. mit Peter Heinrich (Hrsg.). (Publikationen Bd. 77) Berlin: FHSVR 1992.

Alleinautor
- Bürokratische Organisationsformen in Behörden und Industrieverwaltungen. In: Renate Mayntz (Hrsg.), Bürokratische Organisation, Köln/Berlin: Kiepenheuer & Witsch 1968, 179–188.
- Die „kameradschaftliche Bürokratie“ und die Grenzen der wissenschaftlichen Untersuchung von Behörden, in: Die Verwaltung, 4. Jg. 1971, 325–335.
- Die instrumentelle Funktion der Beförderung, in: Verwaltungsarchiv, 63. Jg. 1972, 372–384.
- Über das Ausmaß von Entfremdung in der Öffentlichen Verwaltung. Die öffentliche Verwaltung, 26. Jg. 1973, 302–309.
- Interne Machtverteilung und Chancen von organisatorischen Änderungen, in: Zeitschrift für Organisation, 1973, 219–227.
- Das Don Corleone-Prinzip in der öffentlichen Verwaltung, in: Baden-Württembergische Verwaltungspraxis, 1. Jg. 1974, 50–53.
- Das Verdrängen bürokratischer Elemente als Organisationsnotwendigkeit. Die Verwaltung 7. Jg. 1974, 23–37.
- „Dunkelfaktoren“ bei Beförderungen im Öffentlichen Dienst. Die Verwaltung 1974, 7, 427–438.
- Zur Erzeugung von Eigenkomplexität in Großorganisationen, in: Zeitschrift für Organisation 1976, 279–285.
- Machiavellismus, Machtkumulation und Mikropolitik, in: Zeitschrift für Organisation 1977, 121–125.
- Bürokratisierung in Wirtschaft und Unternehmen. In: Heiner Geißler (Hrsg.), Verwaltete Bürger – Gesellschaft in Fesseln. Frankfurt/M.: Ullstein 1978, 55–71.
- Selbstverständnis und Ansehen des öffentlichen Dienstes. In: Eberhard Laux (Hrsg.), Das Dilemma des öffentlichen Dienstes. Bonn: Dt. Sektion des Internationalen Instituts für Verwaltungswissenschaft 1978, 105–127.
- Innovative Bürokratie. Die Öffentliche Verwaltung, 32. Jg. 1979, 194–201.
- Bürokratie. In: E. Grochla (Hrsg.), Handwörterbuch der Organisation. Stuttgart: Poeschel 1980, Sp. 386–392.
- Forms of Bureaucratic Organization in Public and Industrial dministration – Trends in the Federal Republic of Germany, in: Social Science Information, vol. 19 (1980), 107–137.
- Macht und die möglichen Reaktionen der Machtunterworfenen. In: G. Reber (Hrsg.), Macht in Organisationen. Stuttgart: Poeschel 1980.
- Organisationsklima. In: H. Strutz (Hrsg.), Handwörterbuch der Verwaltung und Organisation. Köln: Deutscher Gemeindeverlag; Kohlhammer 1982, 347–352.
- Systemimmanente Grenzen einer planvollen Verwaltungsführung. In: A. Remer (Hrsg.), Verwaltungsführung. Berlin/New York: de Gruyter 1982, 219–230.
- Führung in der Bürokratie. In: A. Kieser, G. Reber, R. Wunderer (Hrsg.), Handwörterbuch der Führung. Stuttgart: Poeschel 1987, 128–136.
- Mikropolitik, Machiavellismus und Machtkumulation. In: W. Küpper u. G. Ortmann (Hrsg.), Mikropolitik. Opladen: Westdt. Verlag 1988, 27–37.
- Managementrolle: Mikropolitiker. In: W. H. Staehle (Hrsg.), Handbuch Management. Die 24 Rollen der Führungskraft. Wiesbaden: Gabler 1991, 286–300.
- Ordnung ist das halbe Leben – und die andere Hälfte? Über die Lust am Stören von Ordnung und die Boykottstrategien desinteressierter Organisationsmitglieder. In: Verwaltungsführung – Organisation – Personal, 13. Jg. (1991), 271–275.
- Widerstände gegen Integrationsbemühungen. Organisationsentwicklung (Spezial 1: Integration – Modelle der Integration in Wirtschaft, Staat, Gesellschaft). Zürich 1992.
- Bürokratische Sozialisation in den Zeiten des Wertewandels. In: H. U. Derlien et al. (Hrsg.), Systemrationalität und Partialinteresse. Festschrift für Renate Mayntz zum 65. Geburtstag. Baden-Baden: Nomos 1994, 99–122.
- „Was nicht ist, kann nie werden“ – Über Möglichkeiten und Grenzen der Veränderung von Verwaltungsapparaten (Organisationsentwicklung, Spezial 2, Veränderungsstrategien im Non-Profit-Bereich). Basel 1994.
- Führung in der Bürokratie. In: A. Kieser, G. Reber, R. Wundere: Handwörterbuch der Führung. Schäffer-Poeschel, Stuttgart, 1995, S. 182–192.
- Mikropolitik und Führung. In: dies. (Hrsg.): Handwörterbuch der Führung. Schäffer-Poeschel, Stuttgart, 1995, S. 1517–1526.

## Auszeichnungen
- 1980: Preis für den besten deutschsprachigen Kriminalroman für Kein Reihenhaus für Robin Hood
- 1988: Prix Mystère de la critique für den besten ausländischen Kriminalroman in französischer Sprache – Kein Reihenhaus für Robin Hood
- 1991: Berliner Bär (B.Z.-Kulturpreis) der B.Z.
- 1992: Glauser Ehrenpreis für das Gesamtwerk und die Verdienste um den deutschsprachigen Kriminalroman
- 1995: Berliner Krimi-Fuchs[10]
- 2004: Bundesverdienstkreuz am Bande[11]
- 2007: Neuköllner Ehrennadel[12]
- 2013: Ver.di Literatur-Ehrenpreis
- 2018: Humboldt-Medaille des Bezirks Berlin-Reinickendorf[13]